# Micropsectra chuzeprima
Micropsectra chuzeprima är en tvåvingeart som beskrevs av Sasa 1984. Micropsectra chuzeprima ingår i släktet Micropsectra och familjen fjädermyggor. Inga underarter finns listade i Catalogue of Life.